# Олійник Олександр Іванович
Олекса́ндр Іва́нович Олі́йник — старшина Збройних сил України, учасник російсько-української війни. Один із «кіборгів».

## Короткий життєпис
Працював завгоспом у Романівській загальноосвітній школі. У вільний від роботи час ремонтував техніку.
Мобілізований 4 вересня 2014 року, старший механік-водій, 3-й окремий танковий батальйон «Звіробій» — 169-й навчальний центр Сухопутних військ.
6 лютого 2015-го загинув у танку — потрапив у засідку в районі Донецького аеропорту. Старшина Руслан Лебейчук та Руслан Степовий встигли відповзти на кільки сотень метрів, коли здетонували набої. При намаганні врятувати Олійника загинув лейтенант Петро Шемчук.
Вдома лишилися батьки-пенсіонери, дружина, двоє синів-студентів. Похований в Романівці.

## Нагороди
За особисту мужність і героїзм, виявлені у захисті державного суверенітету та територіальної цілісності України, вірність військовій присязі під час російсько-української війни, відзначений — нагороджений
- 27 червня 2015 року — орденом «За мужність» III ступеня.